# 江口浩司
江口 浩司（えぐち ひろし、1927年5月12日 - 2010年1月23日）は、日本の作曲家。

## 経歴
海軍軍楽隊出身で流行歌の作曲家として成功していた江口夜詩の長男として、東京府東京市神田区鍛冶町に生まれた。
1944年に海軍兵学校へ76期生として入校するも、在校中に終戦を迎えた。その後は父と同じ作曲家を志し、1947年に武蔵野音楽大学作曲科へ進み、服部正にも師事する。
1955年、作詞・作曲した「さよならのビギン」が松島詩子歌唱で発売され、流行歌の作曲家としてデビュー。
1959年から1984年にフリーになるまで、キングレコードの専属作曲家として「忘れな草をあなたに」、「下町の太陽」などを作曲した。フリーとなって以降も、作曲活動を続け、流行歌のみならず、団体歌や、行政関係のイベントに関わる楽曲の作曲などに取り組んだ。
父の出身地である岐阜県上石津町（現・大垣市）との結びつきも強く、校歌や町民歌などを手がけるとともに、1979年の江口夜詩顕彰碑の建立、1994年の江口夜詩記念館を中心とした日本昭和音楽村開設など、父を顕彰する町の事業にも協力した。
2010年1月23日、膵臓癌のため、世田谷区内の病院で死去。墓所は杉並区法照寺。
江口は2006年に第48回日本レコード大賞において功労賞を受賞していたが、死後、第52回日本レコード大賞において特別功労賞が贈られた。

## 主な作品

### 作曲
- さよならのビギン（1955年） 歌：松島詩子 - 作詞も担当。
- いのちの限り（1959年） 歌：大津美子
- 石狩川悲歌（1961年） 歌：三橋美智也
- 忘れな草をあなたに（1962年） 歌：ヴォーチェ・アンジェリカ
- 下町の太陽（1962年） 歌：倍賞千恵子
- サロマ湖の夜（1964年） 歌：春日八郎
- 浜でギターを弾いてたら（1969年） 歌：藤野ひろ子
- 白いワゴン（1970年） 歌：千葉真一
- 千人風呂（1973年） 歌：ダークダックス
- 笛吹川の子守唄（1974年） 歌：春日八郎
- 新とうきょう音頭（1978年）歌：三橋美智也
- 信濃旅情（1981年） 歌：春日八郎
- 京都雨情（1982年）　歌：大月みやこ
- 千曲川旅情/臼田ばやし（1986年） 歌：三橋美智也・下谷二三子
- ただ今しあわせ（1990年） 歌：中井貴一 - NHK『みんなのうた』
- 幻灯の町（1993年） 歌：三橋美智也 - 歌謡生活40周年記念・ラストシングル

団体歌等：
- 上石津町立上石津中学校校歌（1976年） - 作詞・作曲
- 西濃運輸株式会社社歌（1983年） - 作詞・作曲：初代社歌は父・江口夜詩の作詞・作曲
- 上石津町町民歌「ふるさとみどりの上石津」、「新上石津音頭」、「旅愁の町よ上石津」、「牧田川恋唄」（1984年）
- 大垣市市制70周年記念市民賛歌「君おぼえてるかい」、「水の都音頭」（1988年）
- 大垣市市制80周年記念管弦楽と合唱による市民賛歌「水と光の街」（1998年）
- 岐阜県立大垣養老高等学校校歌（2005年） - 作詞・作曲

### 編曲
- 東京酒場（1981年） 歌：春日八郎
- 潮路（1993年） 歌：三橋美智也